# Koza pospolita
Koza pospolita, koza, kózka (Cobitis taenia) – gatunek słodkowodnej ryby karpiokształtnej z rodziny piskorzowatych (Cobitidae). Bywa hodowana w akwariach.

## Występowanie
Europa z wyjątkiem Irlandii, Szkocji, Norwegii, północnej Szwecji, Finlandii oraz północnej Rosji. W Polsce występuje na terenie całego kraju z wyjątkiem terenów górskich.
Żyje w rzekach, stawach i jeziorach, szczególnie w miejscach o piaszczystym, kamienistym, rzadziej mulistym dnie. Żyje przy dnie, chętnie zagrzebuje się w podłożu tak, że widać jej tylko oczy i płetwę ogonową.

## Opis
Osiąga przeciętnie ok. 10 cm, maksymalnie 13,5 cm długości. Wydłużone ciało. Posiada obronne, ruchome kolce w okolicy oka. Łuski bardzo drobne. Krawędź płetwy ogonowej lekko zaokrąglona. Mały otwór gębowy w położeniu dolnym, otoczony sześcioma wąsami. Pęcherz pławny szczątkowy, aby podpłynąć pod powierzchnię wody koza musi wykonywać wężowate ruchy.
Grzbiet brązowoszary, pokryty ciemnymi plamkami. Wzdłuż boków biegną dwa, rzadziej jeden, szereg 10-20 dużych, okrągłych, ciemnych plam. U nasady płetwy ogonowej jedna duża ciemna plama. Brzuch biały lub żółtawy.

## Odżywianie
Żywi się bezkręgowcami dennymi (larwy owadów, mięczaki, robaki itp.).

## Rozród
Trze się w maju i czerwcu.

## Ochrona

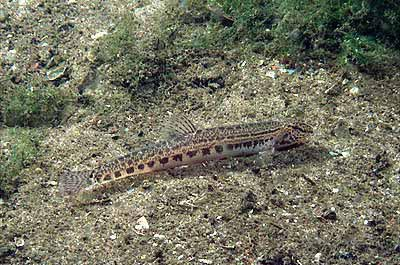
Koza (Cobitis taenia)

Na terenie Polski koza pospolita podlegała ścisłej ochronie gatunkowej; od 2014 r. status ochrony zmieniono na częściową.